# هیوا اوآ
هیوا اوآ یکی از جزیره‌های مجمع‌الجزایر مارکیز در پلینزی فرانسه است. مرکز آن آبادی آتواونا است.
گورهای پل گوگن و ژاک برل در گورستان آتواونا قرار دارد.